# Międzyrzec Podlaski
Międzyrzec Podlaski - Grad u Poljskoj, 17,100 stanovnika (2014.), smješten u Lubelskom vojvodstvu od 1999.

## Vanjske poveznice
- www.miedzyrzec.pl